# Bazardüzü
El Bazardüzü (àzeri: Bazardüzü Dağı) és una muntanya de la serralada del Caucas, frontera entre Rússia (Daguestan) i Azerbaidjan. Amb 4.485 m d'altitud és el pic més alt de l'Azerbaidjan i del Daguestan. El punt més meridional de Rússia està també molt a prop.